# Primera División de Andorra 1996-97
La Primera División de Andorra 1996-97 (oficialmente y en catalán: Primera Divisió de Andorra 1996-97) fue la 2da edición del campeonato de la máxima categoría de fútbol del Principado de Andorra. Estuvo organizada por la Federación Andorrana de Fútbol y fue disputada por 12 equipos. Comenzó en septiembre de 1996 y finalizó el 1 de junio de 1997.
Principat se consagró campeón por primera vez tras derrotar por 5-0 a Sant Julià en condición de visitante en la última jornada. Una fecha antes, había goleado al por entonces líder Veterans d'Andorra, siendo éste el triunfo decisivo en busca del título. Aldosa, Les Bons y Spordany Juvenil se retiraron al finalizar la temporada.

## Retiros y admisiones
| Pos. | Relegado de 1.ª División |
| ---- | ------------------------ |
| 10.º | Construccions Emprim     |

| N.º | Admitidos          |
| --- | ------------------ |
| 1   | Gimnàstic Valira   |
| 2   | Les Bons           |
| 3   | Veterans d'Andorra |

## Sistema de competición
El campeonato constó de una sola fase, en la que los once equipos se enfrentaron entre sí bajo el sistema de todos contra todos a dos ruedas, completando un total de 22 fechas. El equipo con mayor cantidad puntos al final de la temporada se consagró campeón y accedió a la primera ronda de la Copa de la UEFA 1997-98.
Las clasificación se estableció a partir de los puntos obtenidos en cada encuentro, otorgando tres por partido ganado, uno por empatado y ninguno en caso de derrota. En caso de igualdad de puntos entre dos o más equipos, se aplicaron, en el mencionado orden, los siguientes criterios de desempate:
1. Mayor cantidad de puntos en los partidos entre los equipos implicados;
2. Mejor diferencia de goles en los partidos entre los equipos implicados;
3. Mayor cantidad de goles a favor en los partidos entre los equipos implicados;
4. Mejor diferencia de goles en toda la temporada;
5. Mayor cantidad de goles a favor en toda la temporada.

## Equipos participantes
| Equipo                | Ciudad                  |
| --------------------- | ----------------------- |
| Aldosa                | L'Aldosa de La Massana  |
| Deportivo La Massana  | La Massana              |
| Encamp                | Encamp                  |
| Gimnàstic Valira      | Las Escaldas-Engordany  |
| Inter Club d'Escaldes | Las Escaldas-Engordany  |
| Les Bons              | Les Bons                |
| Principat             | San Julián de Loria     |
| Sant Julià            | San Julián de Loria     |
| FC Santa Coloma       | Santa Coloma de Andorra |
| Spordany Juvenil      | Las Escaldas-Engordany  |
| Sporting Engordany    | Las Escaldas-Engordany  |
| Veterans d'Andorra    | Andorra la Vieja        |

| \| Parroquia \| N.º \| Equipos \| \| ---------------------- \| --- \| ----------------------------------------------------------------------------- \| \| Las Escaldas-Engordany \| 4 \| Gimnàstic Valira; Inter Club d'Escaldes; Spordany Juvenil; Sporting Engordany \| \| Andorra la Vieja \| 2 \| FC Santa Coloma; Veterans d'Andorra \| \| Encamp \| 2 \| Encamp; Les Bons \| \| La Massana \| 2 \| Aldosa; Deportivo La Massana \| \| San Julián de Loria \| 2 \| Principat; Sant Julià \| |     |                                                                               |
| Parroquia | N.º | Equipos                                                                       |
| Las Escaldas-Engordany | 4   | Gimnàstic Valira; Inter Club d'Escaldes; Spordany Juvenil; Sporting Engordany |
| Andorra la Vieja | 2   | FC Santa Coloma; Veterans d'Andorra                                           |
| Encamp | 2   | Encamp; Les Bons                                                              |
| La Massana | 2   | Aldosa; Deportivo La Massana                                                  |
| San Julián de Loria | 2   | Principat; Sant Julià                                                         |

## Clasificación
|  |     | Equipos               | PJ | PG | PE | PP | GF  | GC  | Dif  | Pts |
|  | --- | --------------------- | -- | -- | -- | -- | --- | --- | ---- | --- |
|  | 1.  | Principat (C)         | 22 | 20 | 1  | 1  | 115 | 12  | +103 | 61  |
|  | 2.  | Veterans d'Andorra    | 22 | 19 | 2  | 1  | 84  | 25  | +59  | 59  |
|  | 3.  | Encamp                | 22 | 12 | 5  | 5  | 66  | 25  | +41  | 41  |
|  | 4.  | FC Santa Coloma       | 22 | 10 | 3  | 9  | 57  | 31  | +26  | 33  |
|  | 5.  | Aldosa                | 22 | 10 | 3  | 9  | 34  | 37  | -3   | 33  |
|  | 6.  | Sporting Engordany    | 22 | 8  | 6  | 8  | 51  | 39  | +12  | 30  |
|  | 7.  | Sant Julià            | 22 | 9  | 3  | 10 | 38  | 52  | -14  | 30  |
|  | 8.  | Deportivo La Massana  | 22 | 6  | 7  | 9  | 32  | 43  | -11  | 25  |
|  | 9.  | Inter Club d'Escaldes | 22 | 7  | 4  | 11 | 31  | 48  | -17  | 25  |
|  | 10. | Les Bons              | 22 | 6  | 4  | 12 | 37  | 66  | -29  | 22  |
|  | 11. | Gimnàstic Valira      | 22 | 4  | 4  | 14 | 31  | 84  | -53  | 16  |
|  | 12. | Spordany Juvenil      | 22 | 0  | 0  | 22 | 23  | 137 | -114 | 0   |

|  | Clasificado para la primera ronda de la Copa de la UEFA 1997-98. |

| (C) Campeón |

### Evolución de la clasificación
| Jornada / Equipo      | 1  | 2  | 3  | 4  | 5  | 6  | 7  | 8  | 9  | 10 | 11 | 12 | 13 | 14 | 15 | 16 | 17 | 18 | 19 | 20 | 21 | 22 |
| Jornada / Equipo      |    |    |    |    |    |    |    |    |    |    |    |    |    |    |    |    |    |    |    |    |    |    |
| --------------------- | -- | -- | -- | -- | -- | -- | -- | -- | -- | -- | -- | -- | -- | -- | -- | -- | -- | -- | -- | -- | -- | -- |
| Principat             | 1  | 1  | 1  | 1  | 1  | 1  | 1  | 1  | 1  | 1  | 1  | 1  | 1  | 1  | 1  | 1  | 1  | 1  | 1  | 1  | 1  | 1  |
| Veterans d'Andorra    | 2  | 2  | 2  | 2  | 2  | 2  | 2  | 3  | 3  | 3  | 3  | 2  | 2  | 2  | 2  | 2  | 2  | 2  | 2  | 2  | 2  | 2  |
| Encamp                | 4  | 3  | 4  | 3  | 3  | 4  | 4  | 4  | 2  | 2  | 2  | 3  | 3  | 3  | 3  | 3  | 3  | 3  | 3  | 3  | 3  | 3  |
| FC Santa Coloma       | 3  | 4  | 3  | 4  | 4  | 3  | 3  | 2  | 4  | 4  | 4  | 4  | 4  | 4  | 4  | 4  | 4  | 4  | 4  | 4  | 4  | 4  |
| Aldosa                | 8  | 6  | 7  | 7  | 7  | 7  | 7  | 7  | 7  | 6  | 5  | 5  | 5  | 6  | 5  | 6  | 7  | 6  | 6  | 6  | 7  | 5  |
| Sporting Engordany    | 6  | 8  | 8  | 9  | 8  | 9  | 8  | 8  | 8  | 9  | 9  | 9  | 9  | 9  | 8  | 8  | 8  | 8  | 7  | 7  | 5  | 6  |
| Sant Julià            | 5  | 7  | 6  | 5  | 5  | 5  | 5  | 5  | 5  | 5  | 7  | 7  | 7  | 7  | 6  | 7  | 6  | 5  | 5  | 5  | 6  | 7  |
| Deportivo La Massana  | 6  | 5  | 5  | 6  | 6  | 6  | 6  | 6  | 6  | 7  | 6  | 6  | 6  | 5  | 7  | 5  | 5  | 7  | 8  | 8  | 8  | 8  |
| Inter Club d'Escaldes | 11 | 10 | 10 | 10 | 11 | 11 | 12 | 12 | 12 | 12 | 12 | 12 | 12 | 11 | 11 | 11 | 11 | 11 | 11 | 11 | 10 | 9  |
| Les Bons              | 9  | 9  | 9  | 8  | 9  | 8  | 9  | 9  | 9  | 8  | 8  | 8  | 8  | 8  | 9  | 9  | 9  | 9  | 9  | 9  | 9  | 10 |
| Gimnàstic Valira      | 10 | 12 | 12 | 11 | 12 | 12 | 10 | 10 | 10 | 10 | 10 | 10 | 10 | 10 | 10 | 10 | 10 | 10 | 10 | 10 | 11 | 11 |
| Spordany Juvenil      | 12 | 11 | 11 | 11 | 10 | 10 | 11 | 11 | 11 | 11 | 11 | 11 | 11 | 12 | 12 | 12 | 12 | 12 | 12 | 12 | 12 | 12 |

## Resultados
| Local \ Visitante     | ALD | ENC | DEP | GIM  | INT | LES | PRI | FSC  | SJU | SPJ  | SPO | VET |
| --------------------- | --- | --- | --- | ---- | --- | --- | --- | ---- | --- | ---- | --- | --- |
| Aldosa                | —   | 0–3 | 3–3 | 1–0  | 1–0 | 3–0 | 0–5 | 1–0  | 1–0 | 5–1  | 1–1 | 0–3 |
| Encamp                | 3–0 | —   | 2–0 | 4–0  | 0–1 | 2–2 | 1–1 | 0–1  | 7–2 | 8–0  | 3–0 | 5–6 |
| Deportivo La Massana  | 3–0 | 2–2 | —   | 4–1  | 0–1 | 3–0 | 1–2 | 1–5  | 1–1 | 4–3  | 1–1 | 0–4 |
| Gimnàstic Valira      | 1–6 | 1–6 | 0–0 | —    | 4–1 | 1–1 | 0–9 | 1–8  | 0–3 | 10–0 | 1–1 | 1–9 |
| Inter Club d'Escaldes | 0–4 | 2–0 | 0–0 | 5–1  | —   | 2–1 | 0–4 | 3–4  | 1–1 | 2–1  | 0–1 | 1–6 |
| Les Bons              | 2–0 | 0–5 | 2–2 | 1–1  | 3–2 | —   | 1–8 | 3–1  | 4–1 | 6–0  | 0–3 | 2–6 |
| Principat             | 7–0 | 3–0 | 5–0 | 8–1  | 6–2 | 9–0 | —   | 1–0  | 7–1 | 12–0 | 2–0 | 6–1 |
| FC Santa Coloma       | 2–1 | 1–1 | 0–2 | 11–0 | 1–1 | 3–1 | 0–1 | —    | 0–2 | 5–2  | 3–1 | 0–1 |
| Sant Julià            | 0–2 | 0–3 | 2–1 | 3–0  | 4–2 | 2–1 | 0–5 | 2–0  | —   | 4–1  | 1–5 | 0–2 |
| Spordany Juvenil      | 1–4 | 0–5 | 2–3 | 1–4  | 3–4 | 1–4 | 0–8 | 1–10 | 2–6 | —    | 2–7 | 1–6 |
| Sporting Engordany    | 2–1 | 2–5 | 5–1 | 0–2  | 0–0 | 6–3 | 1–5 | 1–1  | 2–2 | 10–0 | —   | 2–3 |
| Veterans d'Andorra    | 0–0 | 1–1 | 2–0 | 2–1  | 3–1 | 5–0 | 3–1 | 1–0  | 5–1 | 10–1 | 2–0 | —   |

## Estadísticas

### Máximos goleadores
| Jugador                                      | Equipo    | Goles |
| -------------------------------------------- | --------- | ----- |
| Patricio González Fernández                  | Principat | 25    |
| Última actualización: 3 de diciembre de 2016 |           |       |